# Mandrácula
Mandrácula es una banda chilena de rock.

## Historia
Se formó en 1995, luego de la disolución de La Banda del Capitán Corneta. A partir de ese momento, el grupo comenzó a destacar como una de las mejores bandas de rock en Chile. Este prestigio se lo ganó gracias a sus presentaciones en vivo, llenas de energía y virtuosismo.
Los integrantes en esa época eran Francisco "Pancho" Rojas en voz y armónica; Cristóbal Rojas (hermano de Pancho) en batería; Miguel Pérez en bajo; y Vladimir Groppas en guitarra. En 1997 se iniciaron conversaciones con el sello BMG, las que dieron como resultado la edición del EP "Estoy Llegando Muy Cerca". Debido a que no hubo acuerdo con la transnacional, Mandrácula firmó contrato con el sello Alerce, con el cual lanzó su primer disco homónimo en 1998. El evento de lanzamiento se realizó en la discoteque Laberinto ante un entusiasta público.
A esta producción pertenece el sencillo "Verde Claro", el cual tuvo mucha aceptación en las radios y en el público. Del segundo sencillo, "Buenos Muchachos", se realizó un videoclip (dirigido por Alfredo Silva) que estuvo en rotación en la cadena MTV. En 1999 recibieron el premio de la Sociedad del Derecho de Autor al mejor grupo rock-pop del año. En 2000, justo antes de la grabación de su segundo LP, Vladimir Groppas abandona el grupo, por lo que las guitarras del nuevo disco son grabadas por Pancho Rojas con la colaboración de amigos de la banda, como Emilio García y Rodrigo Bari.
El segundo disco titulado "Sexy" fue terminado con mucho éxito en el Estudio Akustik, bajo la mano del ingeniero Joaquín García. Ya para entonces había un nuevo integrante en el grupo, el virtuoso guitarrista Alejandro Silva, quien se afiató perfectamente al sonido de Mandrácula. De este disco, el sencillo "Mutaburrasaurusrex" sonó en las radios y su videoclip fue exhibido en MTV. La nueva producción independiente fue lanzada al mercado el 7 de noviembre de 2001, en el bar La Batuta.
Luego de un receso de más de 15 años, la banda se reagrupa en 2016.

## Integrantes
- Pancho Rojas, voz y guitarra
- Vladimir Groppas, guitarra
- Miguel Pérez, bajo
- Cristóbal Rojas, batería
- Rodrigo Bari, guitarra
- Alejandro Silva, guitarra
- Sebastian Arriagada, guitarra
- Sergio Carlini, batería

## Discografía
- Mandrácula (1998)
- Sexy (2001)

- Datos: Q5991310